# ケルアン
ケルアン（アルファベット表記Kairouan, Kairwan, Kayrawan, Al Qayrawan、アラビア語表記では القيروان）はチュニジアの都市で、首都チュニスの南160キロメートルにある。2003年時点で、15万人が暮らす。ケルアンは670年頃に建設が始まり、名前は「キャンプ」「キャラバン」「休憩場所」を意味するアラビア語のkairuwân、ペルシア語でのKâravânに由来する。ケルアン県の県都である。ケルーアン、カイルーアン、カイルアン、カイロワン、カイラワーンとも表記される。
Kwesi Prah教授による“Towards A Strategic Geopolitic Vision of Afro-Arab Relations” という題の論文では「アラブは670年にはチュニジアを手にし、675年にはケルアンの建設を完了させた。この都市は北アフリカにおける第一のアラブ拠点になることになる。中世には、ケルアンはマグリブ地方のイスラームの中心地としての重要性から、イスラム世界でマッカ、マディーナに次ぐ第3の聖都となった。」と述べられている。

## 語源
「ケルアン」 (ٱلْقَيْرَوَان al-Qayrawān)は「軍事集団」や「キャラバン」を意味するアラビア語である。これは当初は中期ペルシア語のkārawān（現代ペルシア語کاروان kârvân）から借用されたもので、「軍事隊列」（kâr「人・軍隊」+ vân「前哨基地」）または「キャラバン」（キャラバンサライ参照）を意味する。ベルベル人の間では、この都市はかつてتيكيروانTikirwanと呼ばれていたが、これはアラビア語の名称の翻案と考えられている。 また近世英語ではCairoanとローマ字表記されたこともある。

## 歴史
ケルアンは670年頃、アラブの将軍ウクバ・イブン・ナーフィウが森深く野生動物や爬虫類のはびこる場所に軍の駐屯基地を選んだことに始まる。ベルベル人の監視が目的で、また海からの攻撃から安全なよう海岸から遠くに位置した。町はすぐに開発が進み、豪華な庭園とオリーブ園があった。イブン・ナーフィウは駐屯基地ができて約15年後にベルベル人との戦闘で殺された。
ケルアンはすぐにその後4世紀に渡って主要な聖地「北アフリカのマッカ」として記憶されるようになる。アグラブ朝（800年 - 909年）は、イフリーキヤ（Ifriqiya、東部マグリブ地方を指すアラビア語）を支配し繁栄した。827年にはシチリア島へ侵攻し（ムスリムのシチリア征服、827年-902年）、シチリア首長国（831年 - 1072年）が成立。902年にイブラーヒーム2世がタオルミーナを攻略してシチリア島の征服が完了した。
ケルアンは11世紀には首都となり、その財と繁栄で知られた。11世紀の中ごろ、エジプトのシーア派王朝であるファーティマ朝がエジプトのベドウィン（バヌーヒラル族など）を扇動してこの地方を侵略させた。この侵略により街は徹底的に破壊され、それから以前の重要性を回復することはなかった。そしてファーティマ朝の下でマフディーヤ（地中海岸のチュニジアの都市）がこの地域の中心地となった。オスマン朝では（また現代ドイツ語と同じように）トルコ語でKairuanと呼ばれた。北アフリカの地中海岸でのオスマン朝の領土拡大によって新設された州の州都がチュニスとなったことで、ベイやデイと呼ばれる地方の太守が中央政府の支配から自立した後も、ケルアンには政治的中心地としての役割は戻らなかった。現代のチュニジアでもチュニスが首都となっている。1881年に、ケルアンはフランス軍に占領され、それ以降ムスリム（イスラム教徒）以外でもこの街に入ることができるようになった。

## 世界遺産

### 登録基準
この世界遺産は世界遺産登録基準のうち、以下の条件を満たし、登録された（以下の基準は世界遺産センター公表の登録基準からの翻訳、引用である）。
- (1) 人類の創造的才能を表現する傑作。
- (2) ある期間を通じてまたはある文化圏において、建築、技術、記念碑的芸術、都市計画、景観デザインの発展に関し、人類の価値の重要な交流を示すもの。
- (3) 現存するまたは消滅した文化的伝統または文明の、唯一のまたは少なくとも稀な証拠。
- (5) ある文化（または複数の文化）を代表する伝統的集落、あるいは陸上ないし海上利用の際立った例。もしくは特に不可逆的な変化の中で存続が危ぶまれている人と環境の関わりあいの際立った例。
- (6) 顕著で普遍的な意義を有する出来事、現存する伝統、思想、信仰または芸術的、文学的作品と直接にまたは明白に関連するもの（この基準は他の基準と組み合わせて用いるのが望ましいと世界遺産委員会は考えている）。

## 宗教
ケルアンは多くのイスラム教徒にとって聖地で、多くのスンニ派はマッカ、マディーナ、エルサレムに次ぐ第4の聖都でありマグレブ地方での第1の聖都と考えている。市中には非常に多くのモスクがある。長きに渡って、非イスラム教徒はこの街に入ることはできなかったが、最近は可能になっている。この聖地は巡礼の対象となっている。現在では少数だが、ユダヤ教はケルアンでの輝かしい歴史が、特に中世初期にある。Rabbeinu Hananelはケルアン出身で、Rabbi Isaac Alfasiを含む多くの他の高名なラビが彼とかの地で学んでいる。

## 見所
ケルアンのスーク（市場）は大変有名である。壁に囲まれたメディナ（旧市街）の中にあり、その入り口の門は遠くからでも目にできる。ここで売られている商品には絨毯、壺、革製品がある。主要なチュニジア都市の商人と同様、ケルアンの商人も収入の多くを観光に頼っている。この街のもう一つの見所はグランド・モスクで、その大部分は元々の建築材でできていると言われている。実際、他の部分は地方で作られたものであるが、列柱のほとんどは初期の建築物の遺跡から取ってきたものである。

## 雑学
チュニジア人の間では、ケルアンはzlebiaやmakroudhといった練り菓子で有名。
映画「レイダース 失われたアーク」でのカイロのシーンはケルアンで撮られたもの。

## 姉妹都市
- フェズ、モロッコ 1965年10月22日
- トレムセン、アルジェリア 1969年5月28日
- コルドバ、スペイン 1969年6月10日
- カイロ、エジプト 1976年3月14日
- サマルカンド、ウズベキスタン 1977年10月5日
- トンブクトゥ、マリ 1986年6月2日
- ブルサ、トルコ 1987年12月26日

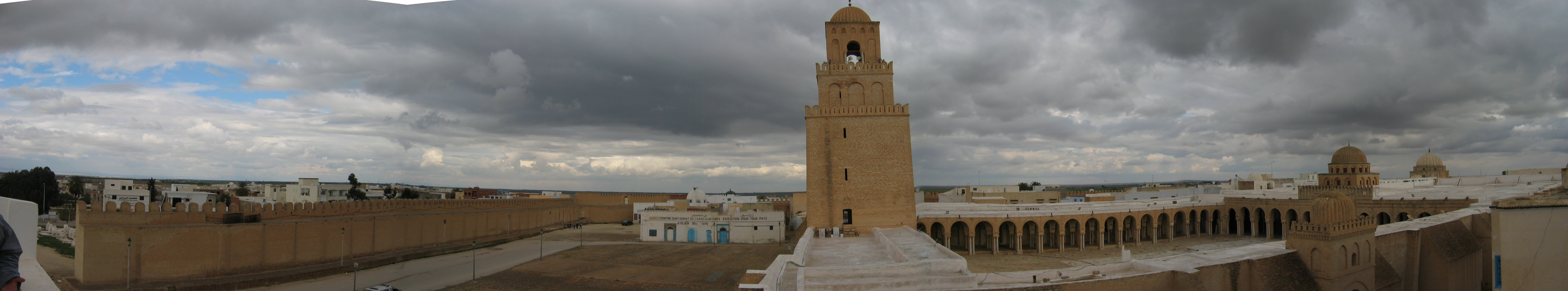

座標: 北緯35度40分 東経10度06分 / 北緯35.667度 東経10.100度